# Алиса, графиня Атлонская
Принцесса Алиса, графиня Атлонская (Алиса Мэри Виктория Августа Полин; англ. Princess Alice, Countess of Athlone; 25 февраля 1883[…], Виндзорский замок — 3 января 1981[…], Кенсингтон и Челси, Большой Лондон) — член британской королевской семьи. Является наиболее долго прожившей из принцесс королевской крови в британской королевской семье. Была последней оставшейся в живых из внуков королевы Виктории. Алиса стала крёстной матерью королевы Нидерландов Беатрикс.

## Биография
Принцесса Алиса родилась 25 февраля 1883 года в Виндзорском замке, графство Беркшир. Её родителями были Леопольд, герцог Олбани, сын королевы Виктории и Альберта Саксен-Кобург-Готского, и принцесса Елена Вальдек-Пирмонтская. Также у Алисы был брат, Карл Эдуард, герцог Олбани (1884—1954), позже ставший герцогом Саксен-Кобург-Готским (1900—1918). Как внучка монарха по мужской линии, она имела титулы принцессы Великобританской и Ирландской и Её Королевского высочества. Принцесса Алиса была крещена в часовне Святого Георгия 26 марта 1883 года. Её крёстными родителями стали: королева Виктория (бабушка по отцовской линии), германская императрица Августа (тётя по отцовской линии), Вильгельм III Нидерландский, Людвиг IV Гессенский, принцесса Хелена Нассау, Эдуард VII (дядя по отцовской линии), императрица Виктория Саксен-Кобург-Готская, Вильгельм II (двоюродный брат), принцесса Полин Бетхайм-Штайнфюртская (тётя по материнской линии) и герцогиня Кембриджская (двоюродная сестра королевы).

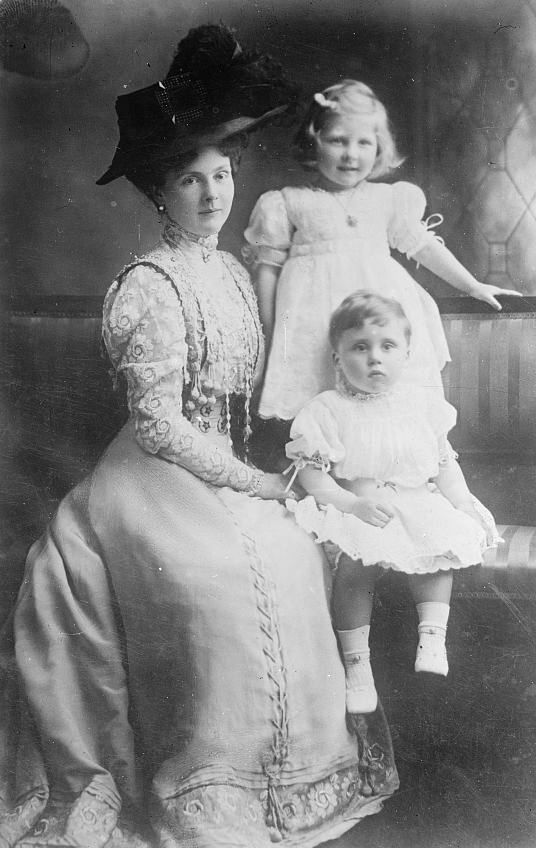
Принцесса Алиса вместе со своими детьми Мэй и Рупертом

10 февраля 1904 года в часовне Святого Георгия Алиса вышла замуж за Александра Текского, брата королевы Мэри. После церемонии ей присвоили титул Её Королевского высочества принцессы Текской.
У супругов родилось трое детей:
| Имя                              | Дата рождения  | Дата смерти      | Примечания                                    |
| -------------------------------- | -------------- | ---------------- | --------------------------------------------- |
| Леди Мэй Кембриджская            | 23 января 1906 | 29 мая 1994      | В 1931 году вышла замуж за Генри Абеля Смита. |
| Руперт Кембридж, виконт Трематон | 24 апреля 1907 | 15 апреля 1928   | Погиб в автокатастрофе.                       |
| Принц Морис (Маврикий) Тек       | 29 марта 1910  | 14 сентября 1910 | Умер в младенчестве.                          |

Принцесса Алиса была одним из носителей гена гемофилии, которой страдал её отец. Это стало причиной того, что её старший сын Руперт, унаследовавший заболевание, умер после автокатастрофы.

## Награды и титулы
Титулы
- 25 февраля 1883 — 10 февраля 1904: Её Королевское высочество принцесса Алиса Олбани
- 10 февраля 1904 — 14 июля 1917: Её Королевское высочество принцесса Александр Тек
- июль 1917 — 3 января 1981: Её Королевское высочество принцесса Алиса, графиня Атлонская[4]

Награды
- Королевский Викторианский орден
- Дама Большого Креста ордена Британской империи
- Королевский орден Виктории и Альберта[5]